# .vi
vi. هو امتداد خاص بالعناوين الإلكترونية (نطاق) domain للمواقع التي تنتمي إلى جزر فيرجين الأمريكية.

## نطاقات من المستوي الثاني (SLDs)
نطاقات المستوي الثاني (المُكوَّنة من أكثر من حرفين) كانت مسموحة لشركات جرز فيرجينيا أو لسكانها فقط حتي عام ۲۰۱٤، عندما قامت شركة COBEX بالسماح للجهات الأجنبية تسجيل نطاقات vi.